# Liste der Baudenkmäler in Grambusch
Die Liste der Baudenkmäler in Grambusch enthält die denkmalgeschützten Bauwerke auf dem Gebiet der Stadt Erkelenz im Kreis Heinsberg in Nordrhein-Westfalen (Stand: Oktober 2011). Diese Baudenkmäler sind in der Denkmalliste der Stadt Erkelenz eingetragen; Grundlage für die Aufnahme ist das Denkmalschutzgesetz Nordrhein-Westfalen (DSchG NRW).

| Bild        | Bezeichnung | Lage                            | Beschreibung | Bauzeit                           | Eingetragen seit  | Denkmal- nummer |
| ----------- | ----------- | ------------------------------- | --- | --------------------------------- | ----------------- | --------------- |
| Fachwerkhof | Fachwerkhof | Grambusch In Grambusch 8 Karte  | Baujahr: 18. Jahrhundert, Umbau Ende 19. Jahrhundert. Dreiflügeliger Fachwerkhof, Wohnhaus giebelständig, zweigeschossig in 2 : 3 Achsen, Ende des 19. Jahrhunderts verputzt.                                                                           | 18. Jh.                           | 4. Februar 1986   | 311             |
| Wohnhaus    | Wohnhaus    | Grambusch In Grambusch 9 Karte  | 4-flügeliger Backstein Hof, Wohnhaus 2 Geschosse 5 Achsen untere Seite Fachwerk, Front mit Blausteinrahmen, rechts Toreinfahrt, im Türkeilstein Monogramm und Jahreszahl, im Wohnzimmer teilw. Kölner Decken, Gewölbekeller, Alte Türen im Erdgeschoss. | 1802                              | 30. November 1983 | 118             |
| Wohnhaus    | Wohnhaus    | Grambusch In Grambusch 10 Karte | 4-flügeliger Backstein Hof, Wohnhaus 2 Geschosse 6 Achsen, Stürze der Fensteröffnungen und einige Fenster erneuert, Ankersplinte mit Jahreszahl, Krüppelwalmdach.                                                                                       | 1834                              | 30. November 1983 | 120             |
| Wohnhaus    | Wohnhaus    | Grambusch In Grambusch 12 Karte | Baujahr: Kern 18. Jahrhundert, Umbau 19. Jahrhundert. Hofanlage Fachwerk, Front Backstein, Wohnhaus 2 Geschosse in 6 Achsen, mit mittlerer Toreinfahrt, im Hof Türstürze mit Spruch und Jahreszahl.                                                     | 18. Jh.                           | 30. November 1983 | 121             |
| Wohnhaus    | Wohnhaus    | Grambusch In Grambusch 13 Karte | Anfang 19. Jahrhundert. 4-flügeliger Fachwerkhof, Wohnhausfront in Backstein, 2-geschossig in 4 Achsen und Torachse, Türgewände und Fensterbänke in Blaustein.                                                                                          | Anfang 19. Jahrhundert            | 20. Oktober 1982  | 37              |
| Wohnhaus    | Wohnhaus    | Grambusch In Grambusch 14 Karte | 3-flügeliger Backstein Hof, Front Putz, 2 Geschosse in 6 Achsen, Torachse und 3 Achsen, Türgewände und Fensterbänke in Blaustein. An der Fassade Jahreszahl in Ankersplinten.                                                                           | 1802                              | 30. November 1983 | 122             |
| Wohnhaus    | Wohnhaus    | Grambusch In Grambusch 17 Karte | Backstein Hof, Wohnhaus giebelständig 2 Geschosse 4 : 3 Achsen, erweiterte Tür, Nebengebäude z. T. erneuert, Haustür erneuert, Kölner Decken im Erdgeschoss.                                                                                            | 1760                              | 30. November 1983 | 119             |
| a) Wohnhaus | a) Wohnhaus | Grambusch In Grambusch 24 Karte | Kleine 2-geschossige Hofanlage, Front Backstein, rückwärts z. T. Fachwerk, an der Fassade 1833 in Ankersplinten. | 1833                              | 30. November 1983 | 166a            |
| b) Wohnhaus | b) Wohnhaus | Grambusch In Grambusch 26 Karte | Straßenseitige Backsteinfassade und Dach mit der vorhandenen Dachneigung der kleinen 2-geschossigen Hofanlage aus dem 19. Jahrhundert. | 19. Jh.                           | 30. November 1983 | 166b            |
| c) Wohnhaus | c) Wohnhaus | Grambusch In Grambusch 28 Karte | Kleine 2-geschossige Hofanlage, Front Backstein, Rückwärts z. T. Fachwerk. | 18. und 19. Jh.                   | 30. November 1983 | 166c            |
| Wohnhaus    | Wohnhaus    | Grambusch Oerather Weg 6 Karte  | 4-flügeliger Backstein Hof, z. T. in Fachwerk, giebelständiges Wohnhaus mit 2 Geschossen in 3 Achsen, Fensterbänke in Blaustein, Krüppelwalmdach. | Erste Hälfte des 19. Jahrhunderts | 30. November 1983 | 125             |
| Wohnhaus    | Wohnhaus    | Grambusch Rheinweg 29 Karte     | 4-flügeliger Fachwerk Hof, Wohnhaus Erdgeschoss Putz, Front Backstein, 2 Geschosse in 4 Achsen, Walmdach | 18. Jh.                           | 30. November 1983 | 126             |
| Wohnhaus    | Wohnhaus    | Grambusch Rheinweg 44 Karte     | 4-flügeliger Backstein Hof, Walmdach, 2 Geschosse in 5 Achsen, daneben Toreinfahrt, Türgewände und Fensterbänke in Blaustein, an der Fassade die Jahreszahl in Ankersplinten, Nebengebäude z. T. erneuert                                               | 1862                              | 30. November 1983 | 128             |
| Wohnhaus    | Wohnhaus    | Grambusch Rheinweg 53 Karte     | 2 Geschosse Hof, Erdgeschoss und Front Backstein, Obergeschoss Fachwerk, Wohnhaus 2 Geschosse in 5 Achsen und Torachse, Türgewände und Fensterbänke in Blaustein, Rest einer 4 Flügel Anlage.                                                           | 18. Jh.                           | 30. November 1983 | 127             |
| Wohnhaus    | Wohnhaus    | Grambusch Rheinweg 70 Karte     | Backstein Hof, giebelständiges Wohnhaus, 2 Geschosse in 2 Achsen, Fachwerkgiebel, seitliches Obergeschoss in Fachwerk, an der Fassade Jahreszahl in Ankersplinten, die Wirtschaftsgebäude z. T. erneuert.                                               | 1725                              | 30. November 1983 | 129             |
| Wohnhaus    | Wohnhaus    | Grambusch Rheinweg 78 Karte     | 4-flügeliger Backstein Hof, Walmdach, 2 Geschosse in 5 Achsen, Blausteingewände, Nebengebäude erneuert. | 1800                              | 30. November 1983 | 130             |
| Wohnhaus    | Wohnhaus    | Grambusch Rheinweg 82 Karte     | 4-flügeliger Backstein Hof, Wohnhaus, 2 Geschosse in 5 Achsen, Fensterbänke und Türgewände in Blaustein, daneben 3 Achsen Wirtschaftsteil mit Toreinfahrt.                                                                                              | Mitte des 19. Jahrhunderts        | 30. November 1983 | 131             |